# Kumi Yokoyama
Kumi Yokoyama (jap. 横山久美, Yokoayama Kumi; * 13. August 1993 in Tama, Präfektur Tokio) spielt Fußball im japanischen Frauennationalteam und nach Stationen in Japan und Deutschland mittlerweile in der National Women’s Soccer League in den Vereinigten Staaten.

## Karriere

### Verein
Yokoyama kam 2000 durch die älteren Brüder zum Fußball und dem ersten Verein Tama SC, nach Stationen bei Tsurumaki SC (鶴牧SC), FC Tama Jr, wechselte Yokoyama 2007 zu Sfida Setagaya. Nach dem Oberschul-Abschluss im November 2011 unterschrieb Yokoyama für Okayama Yunogo Belle, wo Yokoyama in zwei Spielzeiten drei Tore in 31 Spielen erzielte. Im Januar 2014 kündigte Kumi Yokoyama dem Weggang von Okayama an und unterschrieb in der Nadeshiko League für AC Nagano Parceiro Ladies. Am 1. Mai 2017 unterschrieb Yokoyama einen Ein-Jahres-Vertrag für den deutschen Frauen-Bundesliga-Verein 1. FFC Frankfurt. Nachdem Yokoyama in der Saison 2017/2018, zu 21 Einsätzen in der Frauen-Bundesliga für den 1. FFC Frankfurt kam, kehrte Yokoyama am 31. Mai 2018 zu den AC Nagano Parceiro Ladies zurück.
Zur Saison 2020 wechselte Yokoyama in die USA und schloss sich in der National Women’s Soccer League dem Franchise Washington Spirit aus der Hauptstadt Washington, D.C. an.

### Nationalmannschaft
Yokoyamas internationale Karriere begann im Jahr 2010, als Yokoyama bei der U-17-Weltmeisterschaft 2010 in sechs von sechs Spielen eingesetzt wurde und dabei sechs Treffer erzielte. Dort gewann Yokoyama mit Japan 2010 die Silber-Medaille. Im selben Jahr war Kumi Yokoyama als erste Person im Frauenfußball für den FIFA-Puskás-Preis nominiert für das Tor gegen Nordkorea. Yokoyama gehörte zudem zum Kader der japanischen U-20-Nationalmannschaft, der an der U-20-Weltmeisterschaft 2012 in Japan teilnahm. 2015 erfolgte der Wechsel zur A-Nationalmannschaft.
Bei der Fußball-Asienmeisterschaft 2018 hatte Yokoyama maßgeblichen Anteil, dass Japan zum zweiten Mal das Turnier gewann. Im ersten Gruppenspiel gegen Vietnam erzielte Yokoyama bereits nach drei Minuten das erste Tor für Japan, welches das Spiel anschließend mit 4:0 gewann. Im Halbfinale gegen China wurde Yokoyama in der 73. Minute eingewechselt und erzielte in der 85. und 88. Minute zwei Tore, wodurch Japan das Finale erreichte.  12 Minuten nach der Einwechslung in der 72. Minute des Finalspiels erzielte Yokoyama das einzige Tor, wodurch Japan den vier Jahre zuvor gewonnenen Titel verteidigte. Yokoyamas vier Treffer waren die erfolgreichste Torausbeute der japanischen Mannschaft. Das wurde nur von der Chinesin Li Ying übertroffen und Yokoyama musste sich den zweiten Platz aber mit zwei weiteren Chinesinnen teilen.

## Privatleben
Im Juni 2021 erklärte Yokoyama sein Coming-out als transgender Mann, will aber die geschlechtsneutralen Pronomen they/them nutzen (für sie gibt es keine deutsche Entsprechung). Mit 20 Jahren unterzog sich Yokoyama einer Mastektomie, verzichtete jedoch wegen der Antidopingregeln auf die Hormonbehandlung mit Testosteron. Weitere Körpermodifikationen seien nach dem Karriereende geplant.